# Olympische Winterspiele 2014/Eisschnelllauf – 10.000 m (Männer)
Die 10.000 m im Eisschnelllauf der Männer bei den Olympischen Winterspielen 2014 wurden am 23. Februar 2014 in der Adler Arena ausgetragen.

## Rekorde
| Bestehende Rekorde | Bestehende Rekorde               | Bestehende Rekorde | Bestehende Rekorde | Bestehende Rekorde |
| ------------------ | -------------------------------- | ------------------ | ------------------ | ------------------ |
| Weltrekord         | Sven Kramer ( Niederlande)       | 12:41,69 min       | Salt Lake City     | 10. März 2007      |
| Olympischer Rekord | Jochem Uytdehaage ( Niederlande) | 12:58,55 min       | Vancouver          | 23. Februar 2010   |
| Neue Rekorde       |                                  |                    |                    |                    |
| Olympischer Rekord | Jorrit Bergsma ( Niederlande)    | 12:44,45 min       | Sotschi            | 18. Februar 2014   |

## Ergebnisse
| Rang | Paar | Bahn | Athlet                 | Nation             | Zeit (min) | Defizit (min) | Anm.   |
| ---- | ---- | ---- | ---------------------- | ------------------ | ---------- | ------------- | ------ |
| 1    | 6    | A    | Jorrit Bergsma         | Niederlande        | 12:44,45   | —             | OR, TR |
| 2    | 7    | A    | Sven Kramer            | Niederlande        | 12:49,02   | +0:04,57      |        |
| 3    | 5    | I    | Bob de Jong            | Niederlande        | 13:07,19   | +0:22,74      |        |
| 4    | 7    | I    | Lee Seung-hoon         | Südkorea           | 13:11,68   | +0:27,23      |        |
| 5    | 6    | I    | Bart Swings            | Belgien            | 13:13,99   | +0:29,54      |        |
| 6    | 4    | A    | Patrick Beckert        | Deutschland        | 13:14,26   | +0:29,81      |        |
| 7    | 2    | A    | Shane Dobbin           | Neuseeland         | 13:16,42   | +0:31,97      |        |
| 8    | 2    | I    | Moritz Geisreiter      | Deutschland        | 13:20,26   | +0:35,81      |        |
| 9    | 3    | I    | Jewgeni Serjajew       | Russland           | 13:28,61   | +0:44,16      |        |
| 10   | 3    | A    | Emery Lehman           | Vereinigte Staaten | 13:28,67   | +0:44,22      |        |
| 11   | 1    | A    | Patrick Meek           | Vereinigte Staaten | 13:28,72   | +0:44,27      |        |
| 12   | 4    | I    | Dmitri Babenko         | Kasachstan         | 13:33,18   | +0:48,73      |        |
| 13   | 5    | A    | Alexej Baumgärtner     | Deutschland        | 13:44,39   | +0:59,94      |        |
| 14   | 1    | I    | Sebastian Druszkiewicz | Polen              | 13:45,31   | +1:00,86      |        |